# Pfarrkirche Weinburg

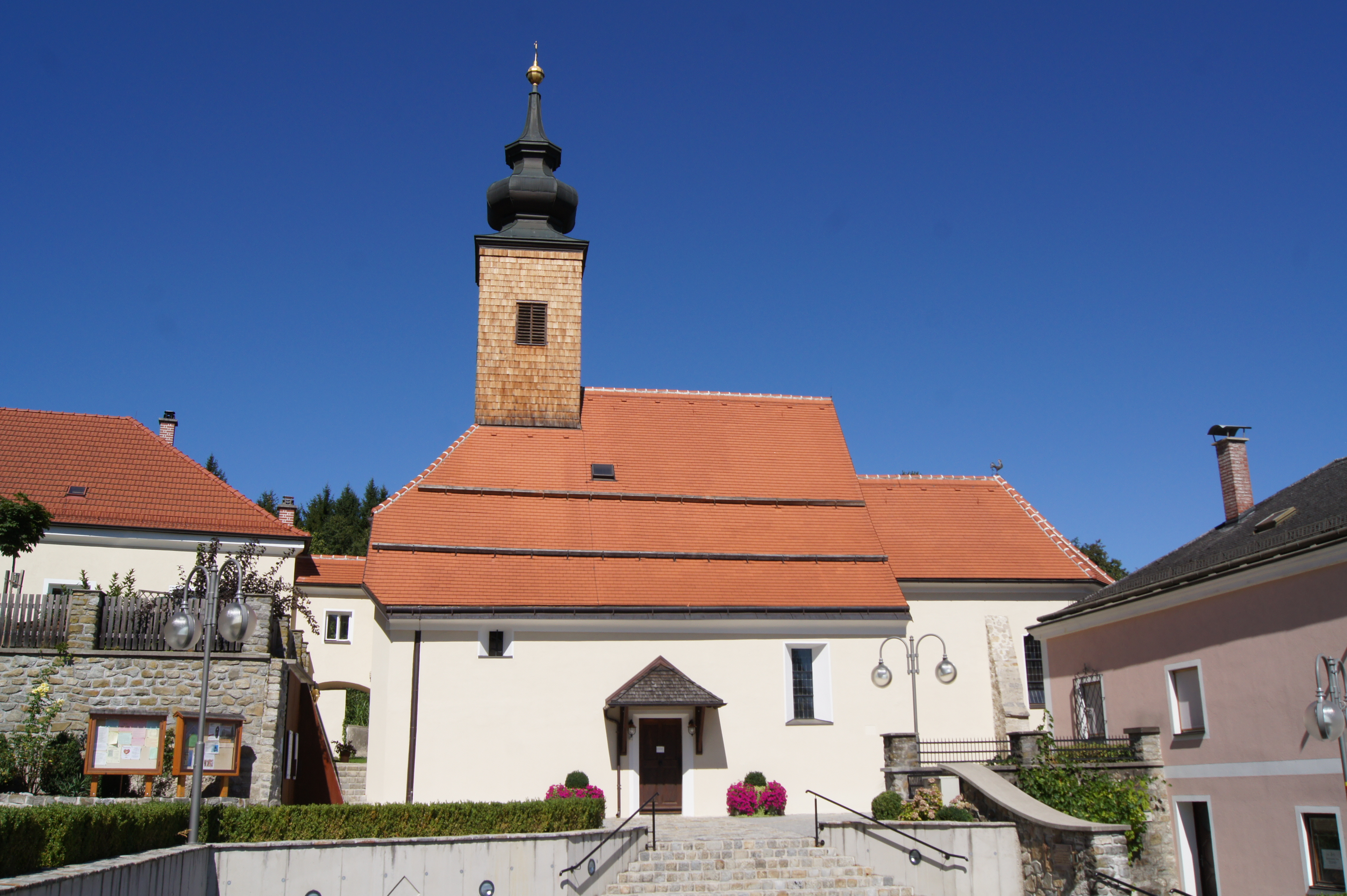
Katholische Pfarrkirche hl. Johannes der Täufer in Weinburg

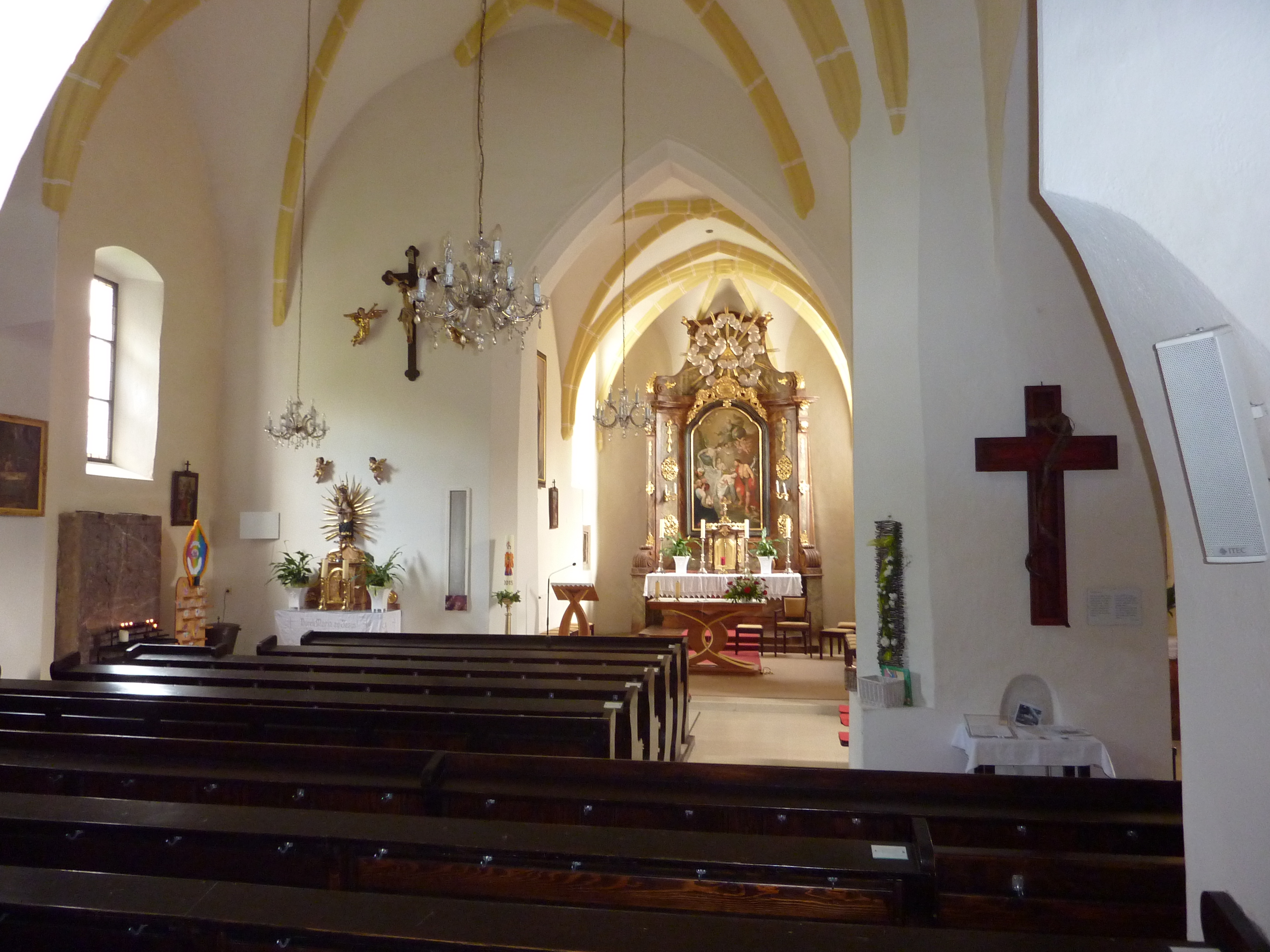
Hauptschiff, Blick zum Chor

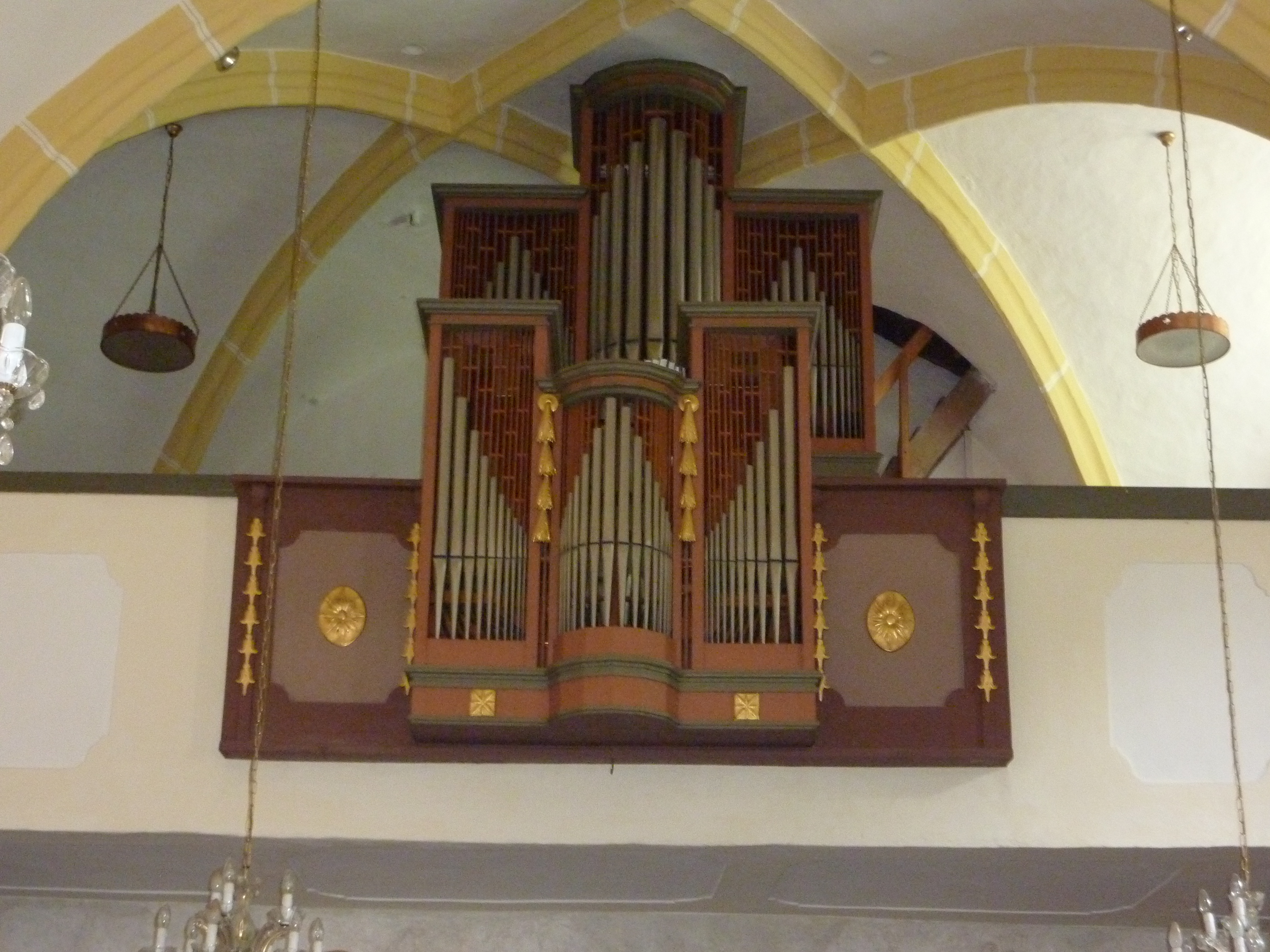
Hauptschiff, Blick zur Orgel

Die römisch-katholische Pfarrkirche Weinburg steht unterhalb vom Burgstall erhöht im Norden des Dorfes in der Gemeinde Weinburg im Bezirk St. Pölten-Land in Niederösterreich. Die dem Patrozinium des hl. Johannes der Täufer unterstellte Pfarrkirche gehört zum Dekanat Lilienfeld in der Diözese St. Pölten. Die Wehrkirche mit der Umfriedungsmauer und dem Graben stehen unter Denkmalschutz (Listeneintrag).

## Geschichte
Urkundlich 1248 eine Filiale der Pfarre St. Pölten wurde die Kirche 1372 zur Pfarrkirche erhoben.
Der Chor entstand in der ersten Hälfte des 14. Jahrhunderts, das Langhaus in der zweiten Hälfte des 15. Jahrhunderts.

## Architektur
Die ehemalige Burg- bzw. Wehrkirche ist an drei Seiten von einer Umfriedungsmauer und einem Graben umgeben.
Das Kirchenäußere zeigt einen schlicht verputzten ursprünglich romanischen Kirchenbau unter einem hohen Schopfwalmdach mit einem Dachreiter über dem westlichen Langhausjoch. Von der Westfront führt in der Höhe der Empore ein Brückengang zum Pfarrhof. Der Dachreiter mit einem Zwiebelhelm wurde 1874 in alter Form erneuert. Der Chor mit barocken Segmentbogenfenstern und gotischen Strebepfeilern hat im Osten ein vermauertes frühgotisches spitzbogiges Lanzettfenster. Im nördlichen Chorwinkel eine eingeschoßige Sakristei, die Sakristei wurde im 20. Jahrhundert mit einem Anbau unter einem Satteldach erweitert.
Das Kircheninnere zeigt ein asymmetrisches zweischiffiges dreijochiges Langhaus, das breitere nördliche Hauptschiff hat ein Netzrippengewölbe auf wuchtigen dreikantigen Wandvorlagen, das sehr schmale und niedrige Südschiff hat Kreuz- und Sternrippengewölbe. Die Westempore über beide Schiffe ist im Hauptschiff kreuzrippenunterwölbt, im Seitenschiff gibt es einen eingestellten Aufgang. Der Triumphbogen ist spitzbogig. Der einjochige Chor mit einem Fünfachtelschluss hat ein Kreuzgewölbe mit Birnstabrippen auf Konsolen und hat glatte Scheibenschlusssteine. In der nördlichen Chorwand führt ein Spitzbogenportal in die tonnengewölbte Sakristei, auch in der Nordwand eine gotische Sakramentsrechtecknische, in der Südwand eine gotische Spitzbogennische.
Die Wandmalerei an der Westempore zeigt Verkündigung um 1520.

## Einrichtung
Der Hochaltar aus 1772 als spätbarockes Retabel mit einem Volutenaufsatz zeigt das Altarblatt Taufe Christi von Georg Meichsner 1773.
Die Orgel mit 10 Registern (10/II/P) in einem neobarocken Gehäuse baute Gregor Hradetzky 1971.

## Grabdenkmäler
- Es gibt eine Wappengrabplatte zu Georg Jacob von Auersperg 1649.